# Fussballclub Münsingen 2022-2023
Questa voce raccoglie le informazioni riguardanti il Fussballclub Münsingen nelle competizioni ufficiali della stagione 2022-2023.

## Stagione
Nella stagione 2022-2023 il Münsingen, allenato da Patrick Baumann, concluse il campionato di Prima Lega al 6º posto.

## Rosa
| N. |                     | Ruolo | Calciatore         |
| -- | ------------------- | ----- | ------------------ |
| 1  | Svizzera (bandiera) | P     | Patrick Karrer     |
| 2  | Svizzera (bandiera) | A     | Joel Fuhrer        |
| 3  | Svizzera (bandiera) | D     | Nick Rothen        |
| 4  | Svizzera (bandiera) | D     | Raffael Sablatnig  |
| 5  | Svizzera (bandiera) | D     | Kim Zaugg          |
| 6  | Svizzera (bandiera) | C     | Fabian Gerber      |
| 7  | Svizzera (bandiera) | C     | Simon Läderach     |
| 7  | Kosovo (bandiera)   | C     | Valon Selmani      |
| 8  | Svizzera (bandiera) | D     | Fabian Hirschi     |
| 8  | Svizzera (bandiera) | C     | Markus Hubacher    |
| 9  | Svizzera (bandiera) | A     | Sandro Christen    |
| 10 | Svizzera (bandiera) | C     | Michael Erzinger   |
| 11 | Svizzera (bandiera) | C     | Luca Lavorato      |
| 12 | Svizzera (bandiera) | D     | Sylvain Moser      |
| 15 | Svizzera (bandiera) | C     | Silvan Meisterhans |

| N. |                     | Ruolo | Calciatore          |
| -- | ------------------- | ----- | ------------------- |
| 16 | Svizzera (bandiera) | A     | Marco Zanoni        |
| 17 | Svizzera (bandiera) | D     | Lars Reinhard       |
| 18 | Svizzera (bandiera) | C     | Matthias Collard    |
| 19 | Svizzera (bandiera) | D     | Nikola Marinković   |
| 20 | Italia (bandiera)   | A     | Loris Vernocchi     |
| 21 | Svizzera (bandiera) | D     | Yanick Hochuli      |
| 22 | Svizzera (bandiera) | C     | Lucca Fryand        |
| 23 | Svizzera (bandiera) | C     | Joel Fryand         |
| 25 | Svizzera (bandiera) | P     | Ivo Wüthrich        |
| 29 | Svizzera (bandiera) | A     | Albert Spahiu       |
|    | Svizzera (bandiera) | P     | Timon Hunziker      |
|    | Svizzera (bandiera) | P     | Valerio Zbinden     |
|    | Svizzera (bandiera) | D     | Daniele Buchicchio  |
|    | Svizzera (bandiera) | C     | Andrea Niederberger |

## Organigramma societario
Area tecnica
- Allenatore: Patrick Baumann
- Allenatore in seconda:
- Preparatore dei portieri:
- Preparatori atletici:

## Calciomercato

### Sessione estiva
| Acquisti | Acquisti       | Acquisti    | Acquisti |
| R.       | Nome           | da          | Modalità |
| -------- | -------------- | ----------- | -------- |
| C        | Joel Fryand    | Spiez       |          |
| C        | Lucca Fryand   | Naters      |          |
| D        | Yanick Hochuli | Breitenrain |          |
| A        | Albert Spahiu  | Naters      |          |

| Cessioni | Cessioni      | Cessioni           | Cessioni |
| R.       | Nome          | a                  | Modalità |
| -------- | ------------- | ------------------ | -------- |
| C        | Alban Murina  | FC Prishtina Berna |          |
| D        | Dino Rebronja | FC Bosporus        |          |

### Sessione invernale
| Acquisti | Acquisti | Acquisti | Acquisti |
| R.       | Nome     | da       | Modalità |
| -------- | -------- | -------- | -------- |

| Cessioni | Cessioni | Cessioni | Cessioni |
| R.       | Nome     | a        | Modalità |
| -------- | -------- | -------- | -------- |

## Risultati

### Prima Lega

#### andata
| Wohlen 6 agosto 2022, ore 16:00 CEST 1ª giornata       | Wohlen    | 1 – 1 referto | Münsingen | Stadion Niedermatten (350 spett.) |
| \| \| \| \| \| Tayey 21’ \| Marcatori \| 34’ Fryand \| |           |               |           |                                   |
|                                                        |           |               |           |                                   |
| Tayey 21’                                              | Marcatori | 34’ Fryand    |           |                                   |

| Münsingen 14 agosto 2022, ore 14:30 CEST 2ª giornata                               | Münsingen | 2 – 2 referto       | Thun II | Sportanlage Sandreutenen (450 spett.) |
| \| \| \| \| \| Marinković 54’ Sablatnig 81’ \| Marcatori \| 76’ Rhein 77’ Kalan \| |           |                     |         |                                       |
|                                                                                    |           |                     |         |                                       |
| Marinković 54’ Sablatnig 81’                                                       | Marcatori | 76’ Rhein 77’ Kalan |         |                                       |

| Köniz 31 agosto 2022, ore 20:00 CEST 3ª giornata                                                   | Köniz     | 4 – 1 referto     | Münsingen | Sportplatz Liebefeld-Hessgut |
| \| \| \| \| \| Mejdi 53’ Wyder 57’ (rig.) Bajric 72’ Cani 90’ \| Marcatori \| 75’ (rig.) Fryand \| |           |                   |           |                              |
| |           |                   |           |                              |
| Mejdi 53’ Wyder 57’ (rig.) Bajric 72’ Cani 90’                                                     | Marcatori | 75’ (rig.) Fryand |           |                              |

| Münsingen 28 agosto 2022, ore 14:30 CEST 4ª giornata                                                    | Münsingen | 3 – 4 referto                             | Delémont | Sportanlage Sandreutenen (300 spett.) |
| \| \| \| \| \| Fuhrer 7’, 47’ Lavorato 17’ \| Marcatori \| 39’ Türkes 83’ Shala 90’ Cesca 90’ Casano \| |           |                                           |          |                                       |
| |           |                                           |          |                                       |
| Fuhrer 7’, 47’ Lavorato 17’                                                                             | Marcatori | 39’ Türkes 83’ Shala 90’ Cesca 90’ Casano |          |                                       |

| Langenthal 4 settembre 2022, ore 15:00 CEST 5ª giornata | Langenthal | 1 – 1 referto | Münsingen | Sportplatz Rankmatte (450 spett.) |
| \| \| \| \| \| Haziri 67’ \| Marcatori \| 57’ Moser \|  |            |               |           |                                   |
|                                                         |            |               |           |                                   |
| Haziri 67’                                              | Marcatori  | 57’ Moser     |           |                                   |

| Schötz 10 settembre 2022, ore 16:00 CEST 6ª giornata | Schötz    | 0 – 2 referto      | Münsingen | Fußballanlage Wissenhusen |
| \| \| \| \| \| \| Marcatori \| 31’, 58’ Vernocchi \| |           |                    |           |                           |
|                                                      |           |                    |           |                           |
|                                                      | Marcatori | 31’, 58’ Vernocchi |           |                           |

| Münsingen 17 settembre 2022, ore 16:00 CEST 7ª giornata                                               | Münsingen | 3 – 0 a tavolino referto                          | Neuchâtel Xamax II | Sportanlage Sandreutenen (200 spett.) |
| \| \| \| \| \| Fryand 48’ (rig.) \| Marcatori \| 11’ Sherzad 51’ Diniz 73’ Kilezi 88’, 90’ Zymberi \| |           |                                                   |                    |                                       |
| |           |                                                   |                    |                                       |
| Fryand 48’ (rig.)                                                                                     | Marcatori | 11’ Sherzad 51’ Diniz 73’ Kilezi 88’, 90’ Zymberi |                    |                                       |

| Soletta 24 settembre 2022, ore 16:00 CEST 8ª giornata          | Soletta   | 2 – 1 referto | Münsingen | Stadion Solothurn (350 spett.) |
| \| \| \| \| \| Domoraud 15’, 44’ \| Marcatori \| 85’ Rothen \| |           |               |           |                                |
|                                                                |           |               |           |                                |
| Domoraud 15’, 44’                                              | Marcatori | 85’ Rothen    |           |                                |

| Münsingen 2 ottobre 2022, ore 14:00 CEST 9ª giornata                                         | Münsingen | 3 – 1 referto | Rotkreuz | Sportanlage Sandreutenen (280 spett.) |
| \| \| \| \| \| Fryand 34’ (rig.) Grether 44’ (aut.) Lavorato 76’ \| Marcatori \| 87’ Guto \| |           |               |          |                                       |
|                                                                                              |           |               |          |                                       |
| Fryand 34’ (rig.) Grether 44’ (aut.) Lavorato 76’                                            | Marcatori | 87’ Guto      |          |                                       |

| Dornach 8 ottobre 2022, ore 16:00 CEST 10ª giornata | Dornach   | 0 – 1 referto | Münsingen | Sportanlage Gigersloch |
| \| \| \| \| \| \| Marcatori \| 65’ Fryand \|        |           |               |           |                        |
|                                                     |           |               |           |                        |
|                                                     | Marcatori | 65’ Fryand    |           |                        |

| Münsingen 16 ottobre 2022, ore 14:30 CEST 11ª giornata                   | Münsingen | 2 – 1 referto | Bassecourt | Sportanlage Sandreutenen (350 spett.) |
| \| \| \| \| \| Marinković 18’ Fuhrer 19’ \| Marcatori \| 69’ Currenti \| |           |               |            |                                       |
|                                                                          |           |               |            |                                       |
| Marinković 18’ Fuhrer 19’                                                | Marcatori | 69’ Currenti  |            |                                       |

| Basilea 29 ottobre 2022, ore 15:00 CEST 12ª giornata                    | Black Stars Basilea | 1 – 2 referto            | Münsingen | Sportplatz Buschweilerhof |
| \| \| \| \| \| Shillova 68’ \| Marcatori \| 9’ Marinković 17’ Spahiu \| |                     |                          |           |                           |
|                                                                         |                     |                          |           |                           |
| Shillova 68’                                                            | Marcatori           | 9’ Marinković 17’ Spahiu |           |                           |

| Münsingen 6 novembre 2022, ore 14:00 CET 13ª giornata                                                          | Münsingen | 4 – 2 referto                 | Concordia Basilea | Sportanlage Sandreutenen (320 spett.) |
| \| \| \| \| \| Lavorato 26’, 56’ Spahiu 27’ Fryand 69’ (rig.) \| Marcatori \| 45’ (rig.) Ejupi 73’ Temelkov \| |           |                               |                   |                                       |
| |           |                               |                   |                                       |
| Lavorato 26’, 56’ Spahiu 27’ Fryand 69’ (rig.)                                                                 | Marcatori | 45’ (rig.) Ejupi 73’ Temelkov |                   |                                       |

| Emmen 12 novembre 2022, ore 18:00 CET 14ª giornata      | Emmenbrücke | 2 – 0 referto | Münsingen | Sportanlage Gersag (400 spett.) |
| \| \| \| \| \| Neziraj 34’ Meyer 84’ \| Marcatori \| \| |             |               |           |                                 |
|                                                         |             |               |           |                                 |
| Neziraj 34’ Meyer 84’                                   | Marcatori   |               |           |                                 |

| Münsingen 20 novembre 2022, ore 14:30 CET 15ª giornata                                    | Münsingen | 3 – 2 referto            | Muri | Sportanlage Sandreutenen (280 spett.) |
| \| \| \| \| \| Fryand 6’ Spahiu 17’ Moser 86’ \| Marcatori \| 16’ Ferreira 57’ Burkard \| |           |                          |      |                                       |
|                                                                                           |           |                          |      |                                       |
| Fryand 6’ Spahiu 17’ Moser 86’                                                            | Marcatori | 16’ Ferreira 57’ Burkard |      |                                       |

#### ritorno
| Münsingen 26 novembre 2022, ore 15:00 CET 16ª giornata                       | Münsingen | 2 – 2 referto      | Wohlen | Sportanlage Sandreutenen (250 spett.) |
| \| \| \| \| \| Spahiu 17’ Hubacher 38’ \| Marcatori \| 10’ Aliu 41’ Tayey \| |           |                    |        |                                       |
|                                                                              |           |                    |        |                                       |
| Spahiu 17’ Hubacher 38’                                                      | Marcatori | 10’ Aliu 41’ Tayey |        |                                       |

| Thun 25 febbraio 2023, ore 16:00 CET 17ª giornata                                | Thun II   | 2 – 2 referto             | Münsingen | Stockhorn Arena |
| \| \| \| \| \| Lekaj 29’ Berger 78’ \| Marcatori \| 53’ Sablatnig 89’ Collard \| |           |                           |           |                 |
|                                                                                  |           |                           |           |                 |
| Lekaj 29’ Berger 78’                                                             | Marcatori | 53’ Sablatnig 89’ Collard |           |                 |

| Münsingen 5 marzo 2023, ore 14:30 CET 18ª giornata                 | Münsingen | 1 – 2 referto        | Köniz | Sportanlage Sandreutenen |
| \| \| \| \| \| Hochuli 83’ \| Marcatori \| 30’ Michel 90’ Mejdi \| |           |                      |       |                          |
|                                                                    |           |                      |       |                          |
| Hochuli 83’                                                        | Marcatori | 30’ Michel 90’ Mejdi |       |                          |

| Delémont 12 marzo 2023, ore 14:30 CET 19ª giornata        | Delémont  | 1 – 1 referto | Münsingen | Stadio La Blancherie (540 spett.) |
| \| \| \| \| \| Wyder 20’ \| Marcatori \| 90’ Vernocchi \| |           |               |           |                                   |
|                                                           |           |               |           |                                   |
| Wyder 20’                                                 | Marcatori | 90’ Vernocchi |           |                                   |

| Münsingen 19 marzo 2023, ore 14:30 CET 20ª giornata     | Münsingen | 1 – 1 referto | Langenthal | Sportanlage Sandreutenen (300 spett.) |
| \| \| \| \| \| Fryand 15’ \| Marcatori \| 43’ Skeraj \| |           |               |            |                                       |
|                                                         |           |               |            |                                       |
| Fryand 15’                                              | Marcatori | 43’ Skeraj    |            |                                       |

| 12 aprile 2023, ore 20:00 CEST 21ª giornata | Münsingen | 2 – 1 | Schötz |  |

| Neuchâtel 1º aprile 2023, ore 16:00 CEST 22ª giornata                                     | Neuchâtel Xamax II | 3 – 2 referto         | Münsingen | La Maladière |
| \| \| \| \| \| Maurer 18’ Omeragic 64’ Diniz 88’ \| Marcatori \| 15’ Fryand 90’ Spahiu \| |                    |                       |           |              |
|                                                                                           |                    |                       |           |              |
| Maurer 18’ Omeragic 64’ Diniz 88’                                                         | Marcatori          | 15’ Fryand 90’ Spahiu |           |              |

| Münsingen 8 aprile 2023, ore 16:00 CEST 23ª giornata                           | Münsingen | 1 – 2 referto                 | Soletta | Sportanlage Sandreutenen (250 spett.) |
| \| \| \| \| \| Marinković 20’ \| Marcatori \| 17’ Gerspacher 75’ Zimmermann \| |           |                               |         |                                       |
|                                                                                |           |                               |         |                                       |
| Marinković 20’                                                                 | Marcatori | 17’ Gerspacher 75’ Zimmermann |         |                                       |

| Risch 15 aprile 2023, ore 17:00 CEST 24ª giornata                                  | Rotkreuz  | 1 – 2 referto                    | Münsingen | Sportpark Rotkreuz |
| \| \| \| \| \| Guto 80’ (rig.) \| Marcatori \| 33’ Marinković 36’ (rig.) Fryand \| |           |                                  |           |                    |
|                                                                                    |           |                                  |           |                    |
| Guto 80’ (rig.)                                                                    | Marcatori | 33’ Marinković 36’ (rig.) Fryand |           |                    |

| 23 aprile 2023, ore 14:30 CEST 25ª giornata | Münsingen | 2 – 3 | Dornach |  |

| Bassecourt 29 aprile 2023, ore 16:00 CEST 26ª giornata | Bassecourt | 0 – 0 referto | Münsingen | Stade des Grands-Prés |

| 7 maggio 2023, ore 14:30 CEST 27ª giornata | Münsingen | 3 – 1 | Black Stars Basilea |  |

| 13 maggio 2023, ore 19:00 CEST 28ª giornata | Concordia Basilea | 2 – 0 | Münsingen |  |

| 20 maggio 2023, ore 16:00 CEST 29ª giornata | Münsingen | 2 – 2 | Emmenbrücke |  |

| 27 maggio 2023, ore 16:00 CEST 30ª giornata | Muri | 1 – 7 | Münsingen |  |

## Statistiche

### Statistiche di squadra
| Competizione | Punti | In casa | In casa | In casa | In casa | In casa | In casa | In trasferta | In trasferta | In trasferta | In trasferta | In trasferta | In trasferta | Totale | Totale | Totale | Totale | Totale | Totale | DR  |
| Competizione | Punti | G       | V       | N       | P       | Gf      | Gs      | G            | V            | N            | P            | Gf           | Gs           | G      | V      | N      | P      | Gf     | Gs     | DR  |
| ------------ | ----- | ------- | ------- | ------- | ------- | ------- | ------- | ------------ | ------------ | ------------ | ------------ | ------------ | ------------ | ------ | ------ | ------ | ------ | ------ | ------ | --- |
| Prima Lega   | 45    | 15      | 7       | 4       | 4       | 34      | 26      | 15           | 5            | 5            | 5            | 23           | 21           | 30     | 12     | 9      | 9      | 57     | 47     | +10 |
| Totale       | 45    | 15      | 7       | 4       | 4       | 34      | 26      | 15           | 5            | 5            | 5            | 23           | 21           | 30     | 12     | 9      | 9      | 57     | 47     | +10 |

### Andamento in campionato
| Giornata  | 1 | 2  | 3  | 4  | 5  | 6  | 7  | 8  | 9 | 10 | 11 | 12 | 13 | 14 | 15 | 16 | 17 | 18 | 19 | 20 | 21 | 22 | 23 | 24 | 25 | 26 | 27 | 28 | 29 | 30 |
| --------- | - | -- | -- | -- | -- | -- | -- | -- | - | -- | -- | -- | -- | -- | -- | -- | -- | -- | -- | -- | -- | -- | -- | -- | -- | -- | -- | -- | -- | -- |
| Luogo     | T | C  | T  | C  | T  | T  | C  | T  | C | T  | C  | T  | C  | T  | C  | C  | T  | C  | T  | C  | C  | T  | C  | T  | C  | T  | C  | T  | C  | T  |
| Risultato | N | N  | P  | P  | N  | V  | V  | P  | V | V  | V  | V  | V  | P  | V  | N  | N  | P  | N  | N  | V  | P  | P  | V  | P  | N  | V  | P  | N  | V  |
| Posizione | 9 | 10 | 14 | 14 | 14 | 12 | 11 | 11 | 9 | 6  | 5  | 4  | 3  | 5  | 4  | 5  | 5  | 6  | 6  | 6  | 6  | 6  | 7  | 7  | 8  | 8  | 6  | 6  | 6  | 6  |

Legenda:

Luogo: C = Casa; T = Trasferta. Risultato: V = Vittoria; N = Pareggio; P = Sconfitta.